# Louise Erdrichová
Karen Louise Erdrichová (nepřechýleně: Erdrich, * 7. června 1954 Little Falls, Minnesota) je americká spisovatelka indiánského původu, autorka románů, poezie a dětské literatury. Jde o registrovanou členku kmene Turtle Mountain Chipewů v Severní Dakotě. Erdrichová je vůdčí představitelkou druhé vlny tzv. indiánské renesance. Její román The Plague of Doves byl v dubnu 2009 nominován na Pulitzerovu cenu v sekci beletrie. Stala se rovněž majitelkou malého nezávislého knihkupectví Birchbark Books.

## Mládí
Louise Erdrichová se narodila jako první ze sedmi dětí Ralpha a Rity Erdrichových v Little Falls v Minnesotě. Její otec byl německo-amerického původu, zatímco její matka byla původu francouzského a anishinaabského. Vyrůstala ve Wahpetonu v Severní Dakotě, kde její rodiče pracovali jako učitelé na škole, zřízené Úřadem pro indiánské záležitosti.
V letech 1972–1976 navštěvovala univerzitu Dartmouth, kde získala bakalářský titul a potkala svého budoucího manžela, antropologa a spisovatele Michaela Dorrise, který v té době na univerzitě pracoval jako šéf katedry indiánských studií. Později vystřídala několik pracovních míst, včetně pozice plavčice, číšnice, učitelky poezie ve věznicích, nebo signalistky na stavbách. Pracovala také jako redaktorka The Circle, novin sponzorovaných bostonskou indiánskou komunitou. V roce 1979 získala Erdrichová magisterský titul z tvůrčího psaní na univerzitě Johnse Hopkinse.

## Raná literární díla
Mezi roky 1978–1982 publikovala řadu básní a povídek a právě v tomto období začala spolupracovat s Dorrisem – kvůli Dorrisově pobytu na Novém Zélandu probíhala spolupráce nejprve ve formě dopisování. Jejich vztah se vyvíjel a v roce 1981 se za Dorrise provdala. Během tohoto období také postupně nasbírala materiály, jež byly nakonec publikovány v podobě sbírky poezie Jacklight.
V roce 1982 získala její povídka The World’s Greatest Fisherman Cenu Nelsona Algrena v žánru povídek a odměnu 5,000 dolarů. Tento úspěch ji i Dorrise přesvědčil, aby i nadále psali společně a napsali román.

## Čarování s láskou (Love Medicine)
V roce 1982 vydala román Čarování s láskou. Kniha vypráví příběhy několika rodin, žijících vedle sebe v ojibwské rezervaci v Severní Dakotě. Jejich příběhy se skládají z oddělených, avšak propojených skupin krátkých vyprávění: každé je vyprávěno z pohledu jiné postavy, a děj jednotlivých vyprávění se odehrává během jednotlivých dekád, od 30. let 20. století až do současností.
Inovativní vyprávěcí postup, využitý v tomto románu, má mnoho společného s autorskými postupy Williama Faulknera, avšak nevychází z tradic beletrie psané indiánskými autory. Autorce ovšem umožnil vykreslit obraz komunity způsobem, jenž přesně odpovídal životu v rezervaci. Román okamžitě získal chválu od spisovatelů/kritiků N. Scotta Momadaye či Geralda Vizenora a v roce 1984 byl oceněn cenou National Book Critics Circle Award. Od té doby román nevyšel z tisku.

## The Beet Queen
Po čarování s láskou pokračovala románem The Beet Queen, v níž opět vypráví příběh řada postav. Kniha však překvapila kritickou veřejnost skutečností, že autorka v ní dále rozšiřuje fiktivní svět rezervace z "Čarování s láskou" o přilehlé město Argus. Indiánské postavy jsou zde hodně v pozadí a kniha sleduje především německo-americkou komunitu. Děj románu se odehrává především v období před druhou světovou válkou.
The Beet Queen se stala předmětem kritiky ze strany indiánské spisovatelky Leslie Marmon Silko, jež ji nařkla ze přílišného věnování se postmoderním vyprávěcím postupům spíše než problémům amerických indiánů.

## Další romány ve spolupráci s Michaelem Dorrisem

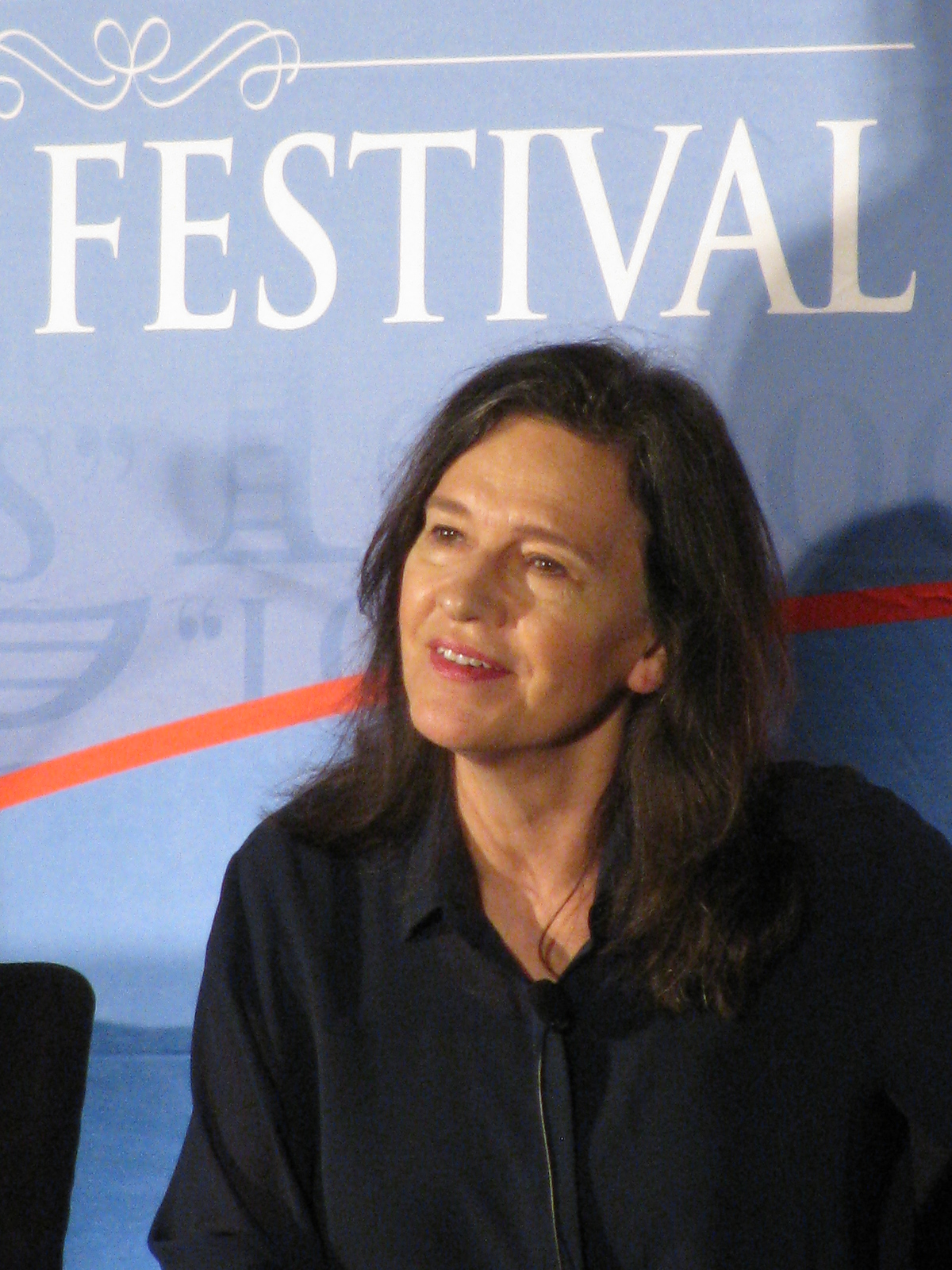
Louise Erdrichová na washingtonském Národním knižním festivalu 2015

Její spolupráce s Dorrisem pokračovala jak v osmdesátých, tak devadesátých letech, a jejich knihy se všechny odehrávají v témže fiktivním světě.
Román Tracks se navrací zpět na začátek 20. století k ustavení rezervace a poprvé uvádí na scénu postavu trickstera, Nanapushe. Postavě trickstera z jejích románů byla věnována již řada studií. Jakožto román, nejvíce zakořeněný v ojibwské kultuře, poukazuje "Tracks" na prvotní střet mezi tradičními ojibwskými rituály a zvyky a římsko-katolickou církví.
Román The Bingo Palace aktualizuje, ale nerozřešuje, různé vztahy, známé z Čarování s láskou. Kniha se odehrává v 80. letech a ukazuje kladné a záporné dopady nově postaveného kasina a továrny v rezervaci. Román Tales of Burning Love pak dokončuje příběh Sestry Leopoldy, postavy, která se objevuje ve všech předchozích knihách, a zároveň přivádí na půdu rezervace nové bělošské postavy.
Společně s Dorrise napsala také The Crown of Columbus, jediný román, pod kterým jsou oba autoři podepsaní, a Yellow Raft in Blue Water, pod kterým je podepsán pouze Dorris. Obě knihy se odehrávají mimo indiánskou rezervaci v Argusu.

## Manželské problémy a rozvod
Spisovatelskému páru se narodily tři děti a Dorris další tři adoptoval ještě za svobodna. Po sňatku je Erdrichová přijala za své.
V roce 1989 Dorris publikoval The Broken Cord, knihu o fetálním alkoholovém syndromu, jímž trpěl Reynold Abel, jeden z jeho adoptovaných synů. Dorris zjistil, že tento syndrom byl mezi indiány rozšířen a do té doby nediagnostikován – důvodem syndromu byl častý alkoholismus indiánských matek. Reynolda Abela v roce 1991 porazilo auto a ve věku 23 let zemřel.
V roce 1995 obžaloval Jeffrey Sava, další ze synů, oba rodiče z týrání a oba rodiče se jej následně neúspěšně pokusili usvědčit z vydírání. Krátce poté se oba spisovatelé rozešli a zahájili rozvodové řízení. Erdrichová mj. tvrdila, že Dorris již od druhého roku manželství trpěl depresemi.
V roce 1997, 11. dubna, spáchal Michael Dorris sebevraždu.

## Pozdější díla
The Antelope Wife, první román Erdrichové po rozvodu, se jako první z jejich děl odehrává mimo předchozí svět rezervace. Autorka se postupně vrátila ke světu rezervace a přilehlých měst a od roku 1998 napsala pět románů, odehrávajících se v tomto fiktivním světě, a to včetně The Master Butchers Singing Club, strašidelného příběhut čerpajícího opět z německo-amerického a indiánského původu Erdrichové, a román The Last Report on the Miracles at Little No Horse. Obě díla jsou zeměpisně a skrz jednotlivé postavy propojeny s dřívějším románem The Beet Queen.
Společně s několika autorčinými díly jsou i tyto dvě knihy srovnávány s Faulknerovými romány, odehrávajícími se v regionu Yoknapatawpha. Po sobě jdoucí romány vytvořily několikerá vyprávění, odehrávající se v tom samém fiktivním prostoru a utvořily mozaiku místní historie s aktuálními tématy a moderním vědomím.
V The Plague of Doves pokračovala v multi-etnickém vyprávění, v němž proplétá vrstevnaté vztahy obyvatel farem, měst, a rezervací, jejich sdílených osudů, tajemství, vztahů a antipatií, a složitého objevování propletené minulosti ze strany mladších generací.
Román Shadow Tag z roku 2010 je hrůzyplným příběhem upadajícího manželství dvou indiánů z odlišných kmenů. Jejich umělecký a rodinný život chátrá až do podoby nudy, podvádění a násilí, přičemž všechny tyto stavy jsou připisovány panovačným, potenciálně sociopatickým manýrům dominantního, násilnického manžela. Manželé však i přesto nemohou žít jeden bez druhého.

## Ocenění
- O. Henry Award, za povídku "Fleur" (vydaná v Esquire, v srpnu 1986) (1987)
- Pushcart Prize v sekci Poezie
- Western Literacy Association Award
- Guggenheimovo stipendium
- National Book Critics Circle Award for Fiction, za Čarování s láskou (1984)
- World Fantasy Award, za The Antelope Wife (1999)
- Lifetime Achievement Award from the Native Writers' Circle of the Americas (2000).[7]
- Associate Poet Laureate of North Dakota, 2005
- Scott O'Dell Award for Historical Fiction, za dětskou knihu "The Game of Silence" (2006)
- V dubnu 2007 udělila University of North Dakota Erdrichové čestný doktorát, ale Erdrichová jej odmítla na protest proti maskotovi univerzity.[8]
- V červnu 2009 získala čestný doktorát od univerzity Dartmouth při příležitosti slavnostního zahájení promoce.[9][10]
- 2021: Pulitzerova cena za beletrii, román The Night Watchman[11]
- 2023: Prix Femina Étranger, za nejlepší zahraniční román[12]

## Příbuzenské vztahy
Jde o registrovanou členku indiánského kmene Anashinaabe (také nazýván Ojibwa, nebo Chipewa). Má ale rovněž americké, německé i francouzské předky.
Jedna ze sester publikuje pod jménem Heid E. Erdrichová a píše poezii. Další ze sester, Lise Erdrichová, píše dětské knihy a je autorkou sbírky beletrie a esejí. Posledních několik let pořádají všechny tři sestry každoroční workshop v Severní Dakotě v rezervaci Turtle Mountain.
Jejím bratrancem je Ronald W. Erdrich, oceňovaný fotograf. Žije a pracuje v Abilene v Texasu. V roce 2004 byl asociací Texas Associated Press Managing Editors jmenován fotografem roku.

## Díla

### Beletrie

#### Romány
- Love Medicine (1984)
- The Beet Queen (1986)
- Tracks (1988)
- The Crown of Columbus s Michaelem Dorrisem (1991)
- The Bingo Palace (1994)
- Tales of Burning Love (1997)
- The Antelope Wife (1998)
- The Last Report on the Miracles at Little No Horse (2001)
- The Master Butchers Singing Club (2003)
- Four Souls (2004)
- The Painted Drum (2005)
- The Plague of Doves (Harper, 2008)
- Shadow Tag (Harper, 2010)

#### Sbírky povídek
- The Red Convertible: Collected and New Stories 1978-2008 (2009)

American Horse

#### Dětská literatura
- Grandmother's Pigeon (1996)
- The Birchbark House (1999)
- The Range Eternal (2002)
- The Game of Silence (2005)
- The Porcupine Year (2008)
- The Leap (1990)

### Poezie
- Jacklight (1984)
- Baptism of Desire (1989)
- Original Fire: Selected and New Poems (2003)